# Galato de octilo
El Galato de octilo es un éster del octanol con el ácido gálico. Se suele emplear, al igual que otros ésteres del ácido gálico, en la industria alimentaria como un antioxidante y conservante, capaz de aumentar la vida de conservación de un alimento. En este caso se identifica con el código: E 311.  Se emplea igualmente en la industria de los cosméticos y los medicamentos. 

## Usos
Se emplea como antioxidante y conservante en la elaboración de algunos alimentos procesados de contenido graso animal y vegetal. Actúan previniendo la oxidación de los lípidos y protegiendo al alimento de cierta acción microbiana degradadora. Algunos ejemplos de uso en la industria alimentaria son el chocolate mezclado con frutos secos (evitando el enranciamiento de la manteca de cacao y de los aceites de los frutos secos), sopas preparadas, elementos de repostería salada como son los aperitivos salados, las medianoches, patés de hígado de cerdo, embutidos, etc. Se emplea en los productos que poseen igualmente mazapán y pasta de patata. Se usa en la elaboración de chicles como antioxidante. Se emplea como ingrediente en algunos medicamentos de uso tópico. 

## Salud
El galato de octilo es, de los ésteres del ácido gálico, con mayores posibilidades de reaccionar en el cuerpo humano generando cáncer. Desde el año 1981 se ha estudiado y revela que podrían ser un potencial cancerígeno. Están prohibidos destinados a la alimentación infantil. En fuertes dosis pueden provocar reacciones en la mucosa bucal. En algunos casos de contacto habitual con galatos, se han producido dermatitis de contacto y metahemoglobinemia. en la Unión Europea se ha regulado el uso a 200 mg/kg en las grasas y aceites para la fabricación profesional de productos alimentarios destinados a ser tratados por calor, así como en diversos alimentos elaborados. Con la excepción de las patatas deshidratadas (cuya dosis se reduce a 25 mg/kg), en chicles y suplementos diéteticos (con unas cantidades permitidas que alcanzan los 400 mg/kg).